# نشان جوانمردی

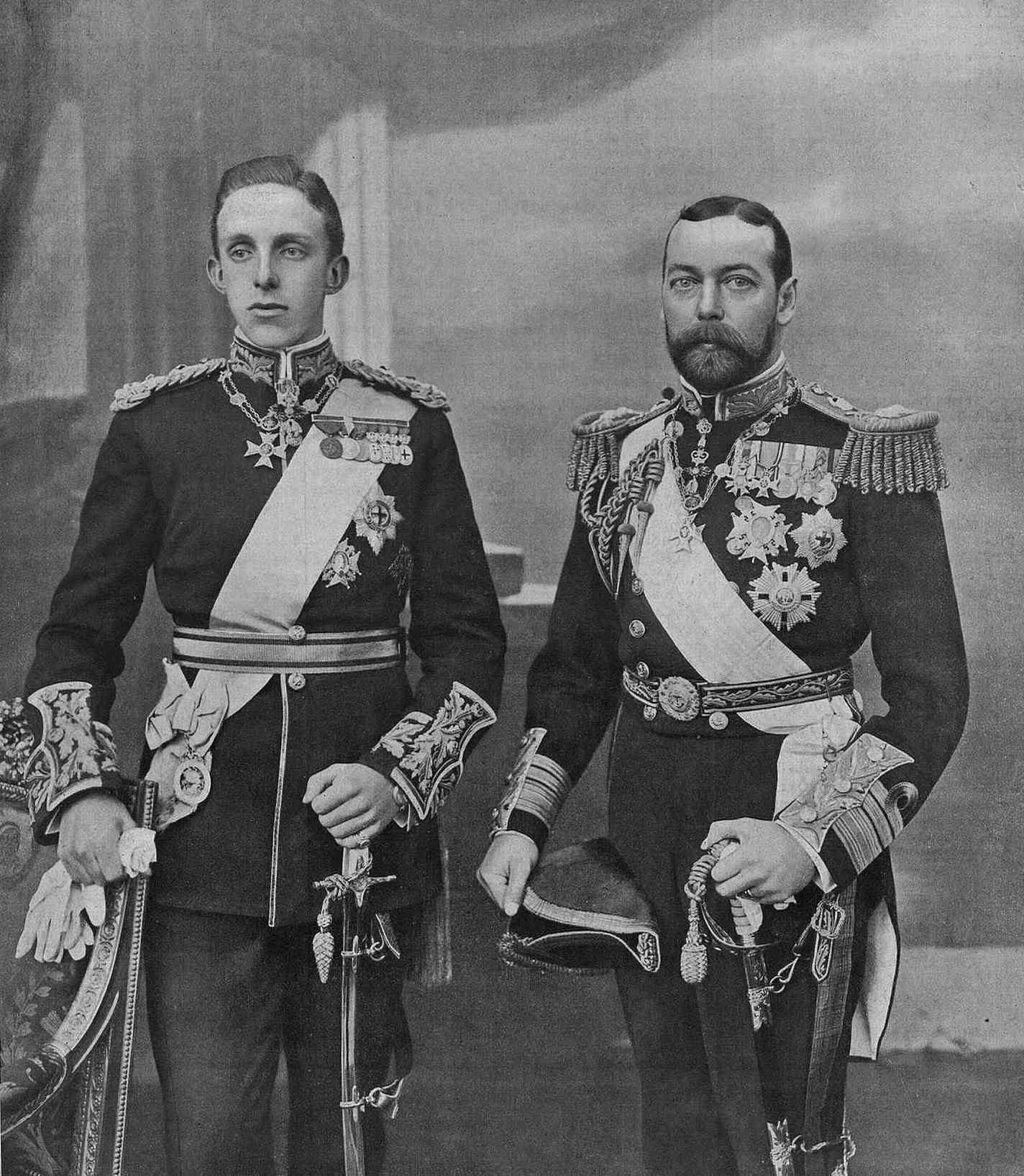
آلفونسو سیزدهم، پادشاه اسپانیا (سمت چپ) به همراه عموزاده‌اش، پادشاه آینده بریتانیا جرج پنجم (راست)، در سفر دولتی خود به بریتانیا در سال ۱۹۰۵. آلفونسو لباس ژنرال ارتش بریتانیا، زنجیر سلطنتی ویکتوریا، ارسی و ستاره نشان بند جوراب، صلیب نشان کارلوس سوم، نشان گردن نشان پشم زرین و چهار نشان ارتش اسپانیا را بر تن دارد. جرج، که در آن زمان شاهزاده ولز بود، نشان گردن پشم طلایی، ارسی و درجه صلیب بزرگ نشان کارلوس سوم، زنجیره سلطنتی ویکتوریا، و ستارگان گارتر و نشان سنت مایکل و سنت جورج را بر تن دارد.

مرتبه شوالیه‌گری، حکم شوالیه‌گری، شوالیه‌گری یا حکم سوارکاری، یکی از نشان‌های شوالیه‌ها است، به‌طور معمول در طول یا الهام گرفته از فرقه‌های نظامی کاتولیک در جنگ‌های صلیبی (حدود ۱۰۹۹–۱۲۹۱) و با مفاهیم قرون وسطایی از آرمان‌های شوالیه‌گری همراه است.
از قرن پانزدهم، نشان‌های شوالیه‌گری اغلب به عنوان نظم سلسله‌ای، به شیوه‌ای درباری‌تر آغاز شد که می‌تواند به‌طور موقت ایجاد شود. این حکم‌ها اغلب مفهوم برادری، جامعه یا سایر انجمن‌های اعضا را حفظ می‌کردند، اما برخی از آنها در نهایت صرفاً افتخاری و شامل یک نشان مدال بودند. در واقع، خود این تزیینات اغلب به‌طور غیررسمی به عنوان سفارش شناخته می‌شدند. این مؤسسات به نوبه خود باعث ایجاد شایستگی‌های امروزی دولت‌های مستقل شدند.